# Dreifachwand

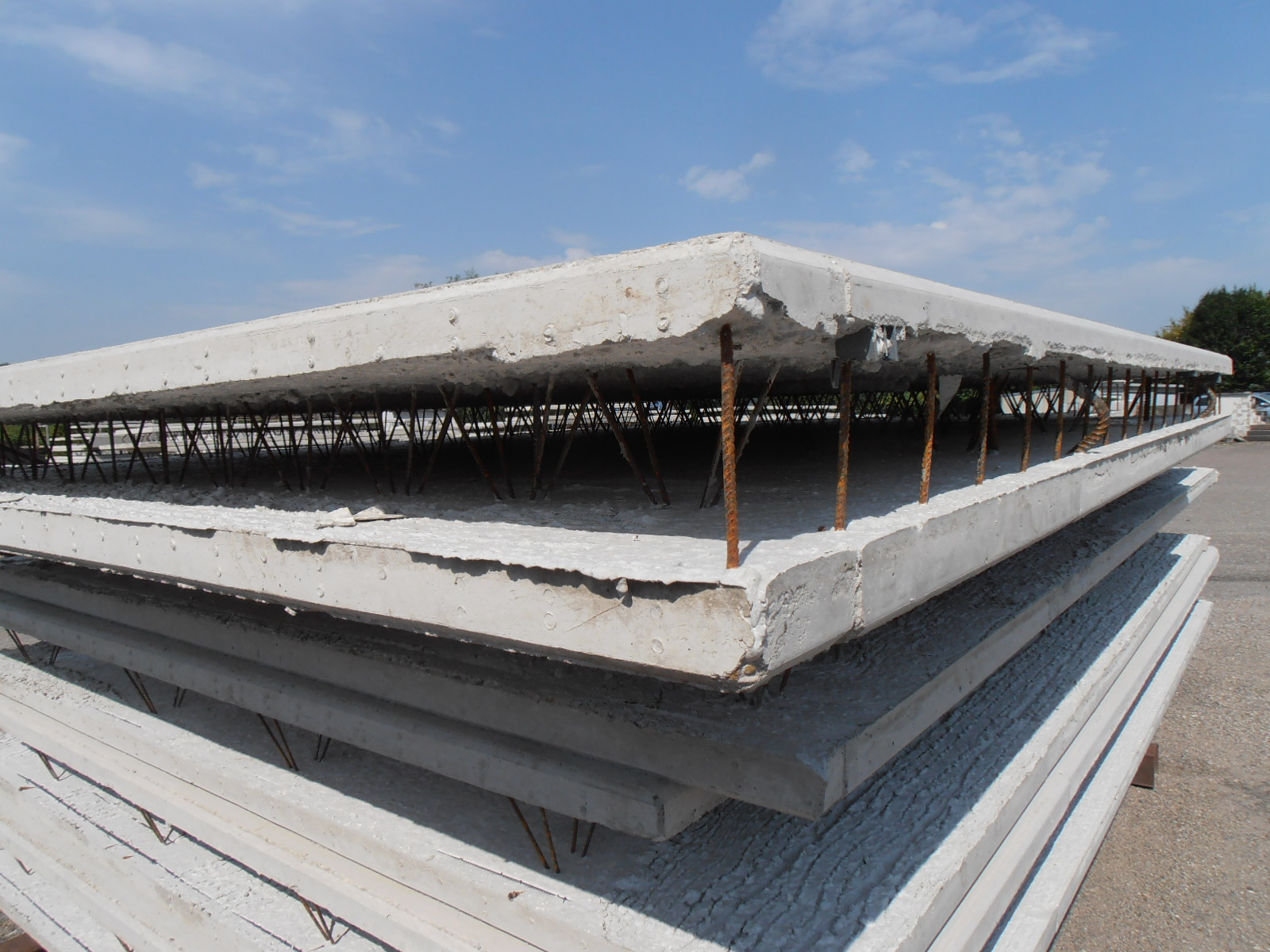
Elementwände, für Versand gestapelt

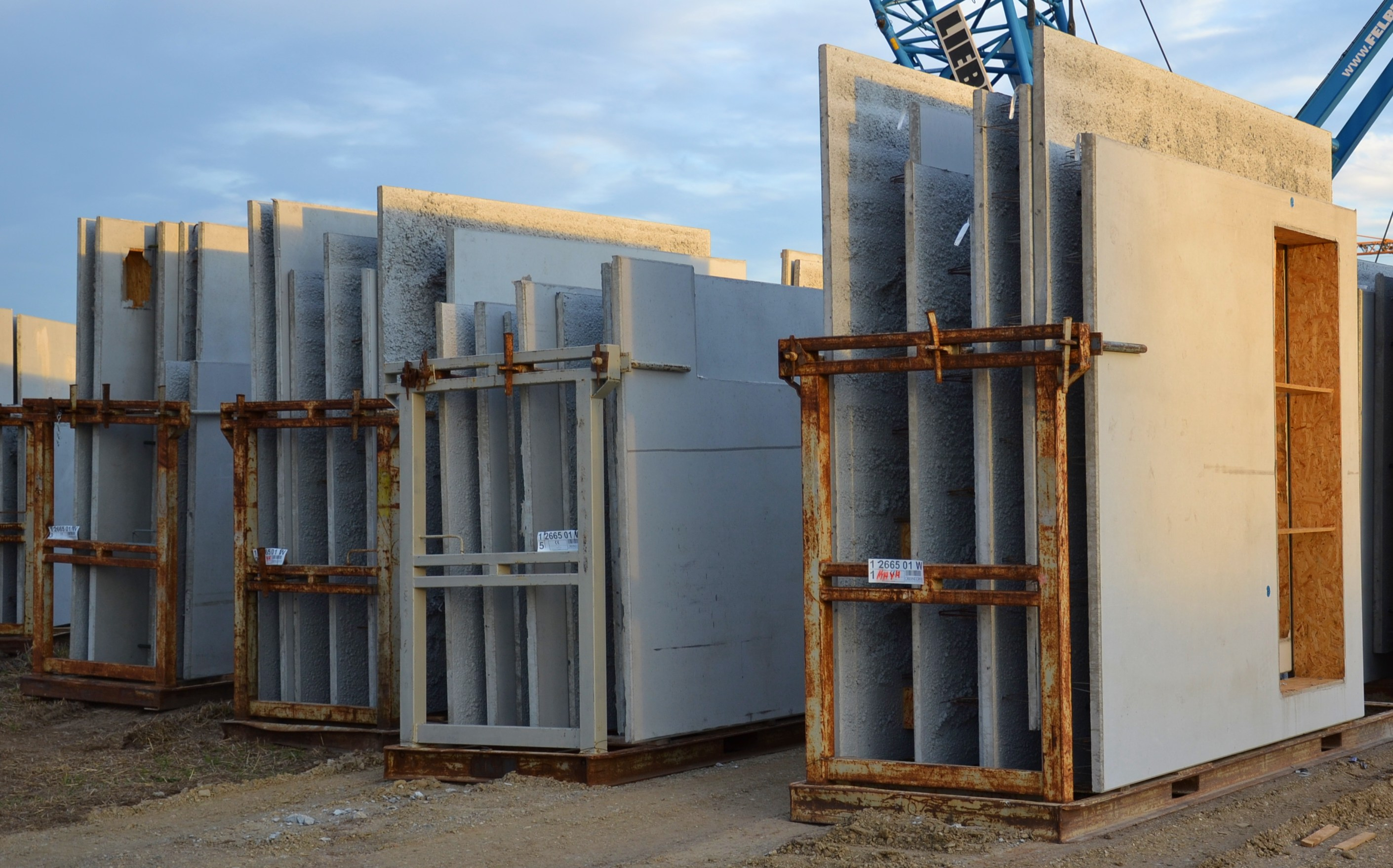
Hohlwandelemente bereits auf der Baustelle noch im Transportgerüst stehend; man erkennt auch gut, dass Öffnungen innerhalb des Elementes ausgespart sind (mit Holz, ganz rechts im Bild)

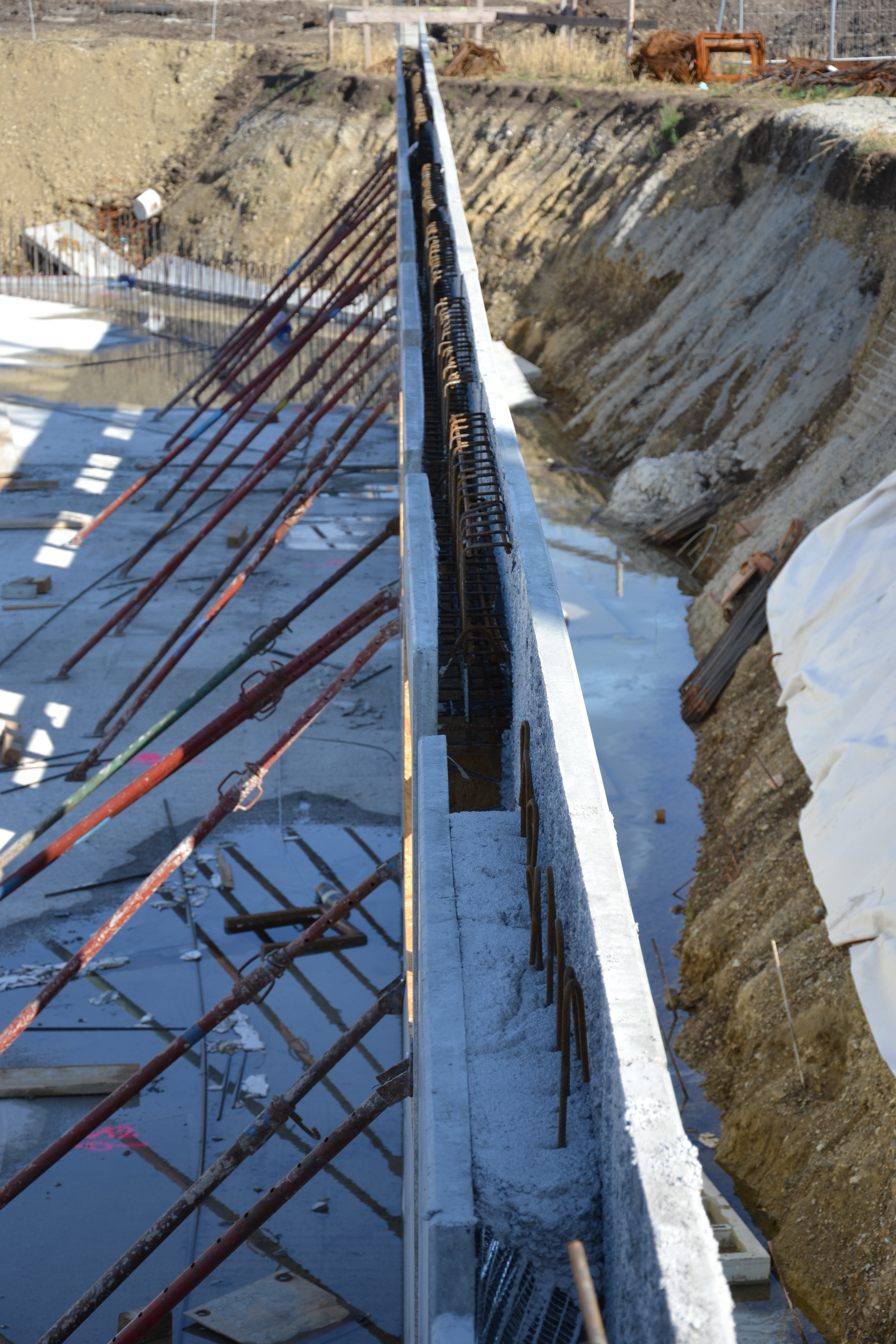
Hohlwandelemente bereits aufgestellt; alle Hohlwandelement sind bereits eingerichtet und verspreizt mit Stahlstehern; das vorderste Element ist bereits mit Beton ausgefüllt, die Anderen werden noch ausgefüllt.

Als Dreifachwand, auch Doppelwand, Elementwand, Gitterträgerwand, Dreikammerwand oder Hohlwand, wird eine Wand bezeichnet, die aus zwei vorgefertigten durch Gitterträger verbundene ca. 6 cm dicke, bewehrte Betonfertigteilplatten besteht. Wie die Elemente einer Gitterträger- oder Elementdecke werden die Wandbauteile auf der Baustelle ausbetoniert und bilden somit zugleich die Betonschalung. Diese Bauweise stellt eine anerkannte Regel der Technik dar. Geregelt werden Dreifachwände über allgemeine bauaufsichtliche Zulassungen des Deutschen Instituts für Bautechnik.
Der wirtschaftliche Vorteil dieser Bauart liegt hauptsächlich in der Einsparung der Schalung bei Beton- und Stahlbetonwänden.
Die Bauausführung mit Dreifachwänden wird häufig für den Bau von Kellern bei privaten Fertighäusern eingesetzt. Die Wandoberflächen sind sehr eben und glatt. Nachdem die Fugen gespachtelt sind, können die Wände in der Regel direkt gestrichen oder tapeziert werden. Somit können Putzerarbeiten entfallen. Auch dadurch stellt diese Konstruktion eine sehr wirtschaftliche Bauweise dar.
Dreifachwände können unter Berücksichtigung zusätzlicher Maßnahmen auch zum Bau von wasserdichten Konstruktionen, sogenannten Weißen Wannen eingesetzt werden.
Die Elementwände eignen sich auch besonders bei direkten Anbauten an vorhandene Nachbargebäude, da hier kein Platz für eine Schalung ist.